# Palau dels Comtes de Vilapaterna
El Palau dels Comtes de Villapaterna, anomenat també Palau dels Marquesos de Miraflor i Ajuntament, és un edifici que se situa al centre de la població de Paterna, (Horta Oest, País Valencià), de tipologia residencial i estil barroc i neoclàssic, construït al segle xviii.

## Història
Al centre de la població es troba aquest antic Palau que en l'actualitat és l'Ajuntament. El palau és un edifici de mitjan segle xviii projectat per l'arquitecte, i llavors director de l'Acadèmia de Belles Arts de Sant Carles, Antoni Gilabert Fornés. Va ser manat construir, entre 1765 i 1770, pel senyor Antonio Pando Bringaz Arnaiz i Peña, primer comte de la vila. També se l'ha anomenat Palau dels Marquesos de Miraflores pel fet que el 23 d'agost de 1817 se li va concedir aquest títol a Carlos Francisco Pando i Alava, qui era comte de Villapaterna. Segons Madoz a mitjans del segle xix va ser cedit per a escola i habitació de mestres, i també per a alberg de pobres. En 1887 va ser comprat pel banquer Enrique Trenor i Bucelli, passant així de nou a propietat privada. Ja al segle xx, el 1921, va ser utilitzat com a hospital de malalts i ferits de la guerra d'Àfrica.
L'any 1977 es va realitzar la restauració i consolidació de l'edifici per part del Ministeri d'Educació i Cultura. Es va picar i va reposar l'acabat exterior de l'edifici, es va suprimir una porta lateral de la façana principal, transformant-la en finestra amb reixa. A l'interior es va respectar l'escala i alguns cel rasos primitius, es van cegar els buits de la mitgera posterior i es va elevar la mateixa fins a arribar l'alçada de la façana principal. Després de la restauració va ser utilitzat com a galeria d'art. En l'actualitat és la seu de l'ajuntament de Paterna.

## Descripció
El palau, situat als afores de la població aleshores, consta de dues parts diferenciades: el palau pròpiament dit (de planta rectangular i tres pisos) i la part reservada a cavallerisses i estances per al procurador patrimonial, incloent el magatzem dels censos que es tributaven (aquest s'ha demolit en l'actualitat).
L'edifici consta de planta baixa i dos pisos rematats per un àtic que adopta forma de frontó. La composició de la façana és simètrica ordenada per obertures que en les plantes superiors tenen balcons, d'estil barroc classicista. L'àtic, neoclassicista presenta un frontó. La fàbrica combina la pedra i el maó. La pedra s'utilitza en el sòcol de l'edifici, en llindes, brancals i cantonades.
La façana, de tres plantes i àtic amb frontó central, utilitza materials de la manera tradicional, combinant la pedra al sòcol o a les llindes i brancals de les portades amb la rajola en faixes angulars, recercats en les obertures i paraments en general. La fermesa i nuesa de la façana només s'alleuja amb una simple articulació de buits amb balcons, organitzats simètricament en funció de l'eix principal de la portada que abasta els tres cossos en altura. Major interès mostra la composició de la portada, advertint de la influència que sobre Gilabert va exercir l'edifici de la Duana, on va participar com a aparellador. La portada repeteix l'esquema de les portades laterals d'aquest edifici, on una embocadura llisa allindanada s'anteposa a una altra, a manera de sobrebrancal, deixant així el perfil només insinuat. Al pis principal, seguint una composició de façana-balcó, es torna a repetir una disposició similar d'elements, però amb volutes laterals. Aquest esquema no només és visible al palau de la Duana (1758-1764), sinó també a la façana de la Casa de l'Ensenyança (1758-1762), té doncs, aquest tipus de portada, una cronologia concreta del seu ús, entre 1765 i 1770, dates entre les quals s'hauria construït el palau de Paterna.
Si en la composició de la portada d'aquest palau rural es troben elements provinents de la tradició del barroc classicista valencià, no passa el mateix amb la disposició de l'alt àtic amb frontó triangular que abasta el front central de la façana. Una ullada als escassos i més significatius exemples d'arquitectura palatina que es construeixen a València en dècades anteriors (com són el palau de l'Intendent Pineda (1728-1738), la reforma del palau del Marqués de Dosaigües (c. 1744) o el palau dels Marquesos de Penalva (c. 1760)) mostren una concepció de la façana, amb un remat de petites parets lateral mixtilínies situades als extrems, en una estrata deriació de les façanes d'esglésies en auge en eixos moments. En canvi, la façana del palau dels comtes de Villapaterna, a través de la juxtaposició d'un frontó amb una austera superfície de gran economia lèxica, recull els nous dictats que en eixes dates propugnava l'incipient academicisme. Així doncs, en aquest edifici es fan paleses les constants que caracteritzen l'obra d'Antoni Gilabert, fidelitat a la tradició immediata del barroc classicista valencià i interpolació amb cert caràcter autodidacta d'esquemes compositius en la línia de les nous directrius artístiques.